# Îles de Los
Îles de Los är öar i Guinea.   De ligger i regionen Conakry Region, i den västra delen av landet, 15 km sydväst om huvudstaden Conakry.